# Wierzbiany (gmina)
Wierzbiany – dawna gmina wiejska w powiecie jaworowskim województwa lwowskiego II Rzeczypospolitej. Siedzibą gminy były Wierzbiany.
Gminę utworzono 1 sierpnia 1934 r. w ramach reformy na podstawie ustawy scaleniowej z dotychczasowych gmin wiejskich: Jażów Stary, Szczepłoty, Trościaniec, Wierzbiany i Zawadów.
Po wojnie obszar gminy został odłączony od Polski i włączony do Ukraińskiej SRR.